# ムティア・ムラリタラン
ムティア・ムラリタラン(Muttiah Muralitharan、タミル語:முத்தையா முரளிதரன் 、1972年4月17日 - )は、スリランカのキャンディ出身のクリケット選手。ムラリ(Murali)というあだ名で呼ばれており、2002年にウィズデン・クリケッターズ・アルマナック(Wisden Cricketers' Almanack)より最も偉大なボウラーの一人評価された。彼はテストクリケット一試合平均で6ウィケッツを記録しており、現在最も成功している選手の一人であり、歴代のスリランカ選手の中で見ても屈指のボウラーである。現在彼はスリランカのコロンボに本拠地を持つタミル・ユニオン・クリケット・アンド・アスレチック・クラブと、イングランドに本拠地を持つランカシャー・カントリー・クリケットクラブに所属している。
2004年には519の通算ウィケット数で西インド諸島のコートニー・ウォルシュの持っていた記録を追い越し、2007年12月3日にはオーストラリアのシェーン・ウォーン記録をも追い越して、通算ウィケットの世界記録を樹立した。しかしその後は肩の故障もあり、再びウォーンによって追い越されてしまった。彼はワンデイ・インターナショナルのウィケット数でも第二位の記録を持っている。
また、彼のボウリングのフォームは論争の的になっており、クリケット協会や審判から何度にもわたって忠告されている。